# Parque nacional de Aparados da Serra

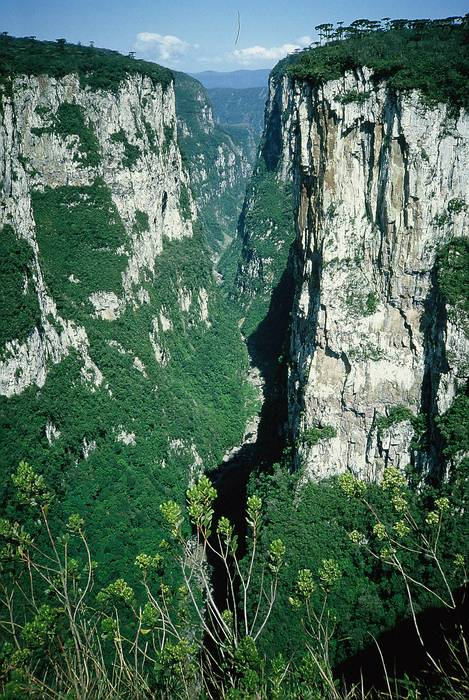
Cañón Itaimbezinho.

El Parque Nacional de Aparados da Serra es un parque natural situado en los cañones de Río Grande del Sur y de Santa Catarina, en la región sur de Brasil que forma parte del conjunto de Parques nacionales de Brasil administrados por el Instituto Chico Mendes para la Conservación de la Biodiversidad.

## Datos generales

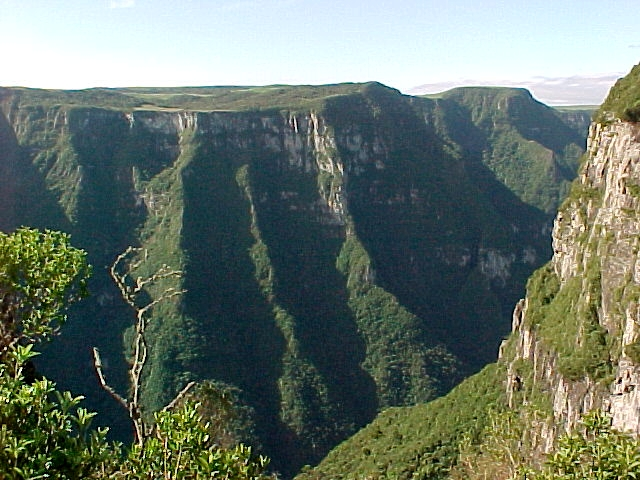
Cañón de Fortaleza, Parque Nacional Serra Geral, Rio Grande do Sul - Brasil.

El parque fue creado por el decreto n.º 47446 de 17 de diciembre de 1959 y modificado por el decreto n.º 70296 de 17 de marzo de 1972. Posee una superficie de 10 250 ha y un perímetro de 63 km. Linda con el parque nacional Serra Geral. Por la identidad total entre los dos parques, la administración es única para ambos parques. No está permitido acampar o pernoctar dentro del parque, que cierra al final de la tarde. Se cobra una tasa de visita a cada visitante.

## Situación y acceso
Está situado en la región nordeste del estado de Río Grande del Sur, en la frontera com el extremo sur del estado de Santa Catarina, en el borde de la Serra Geral. 

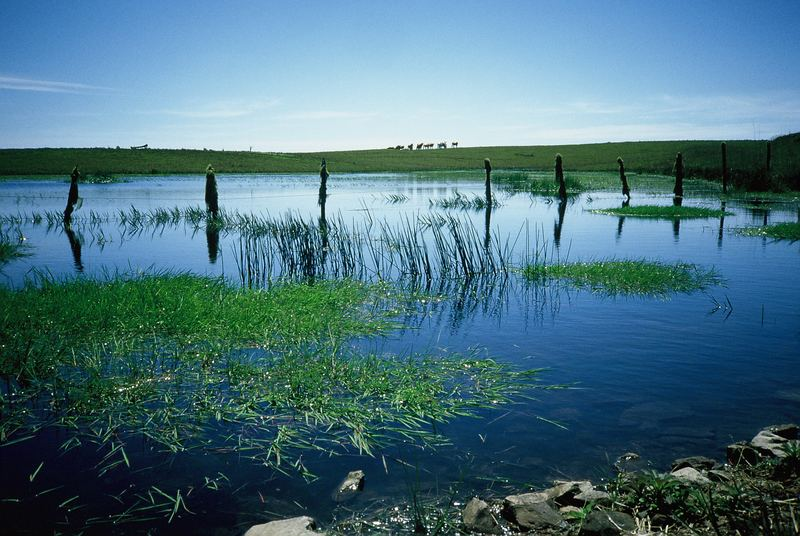
Región inundada del parque en épocas lluviosas.

El acceso se hace a través de la RS-020 o BR-101, por Praia Grande/SC vía Serra do Faxinal. La ciudad más cercana al parque es Cambará do Sul, a unos 190 km de distancia de la capital Porto Alegre.

## Clima
El clima está determinado como clima temperado y presenta una media anual de 16 °C; el mes más caluroso es enero, y los más fríos son junio y julio. La precipitación media es de 1500-2250 mm.

## Principal atracción
El cañón Itaimbezinho es la principal atracción.